# Jake Brown
Jake Brown (ur. 28 marca 1992 w Saint Paul) – amerykański biathlonista.

## Osiągnięcia

### Igrzyska olimpijskie
| Rok  | Miejscowość | Konkurencje | Konkurencje | Konkurencje | Konkurencje | Konkurencje | Konkurencje | Konkurencje |
| Rok  | Miejscowość | IN          | SP          | PU          | MS          | RL          | MR          | SR          |
| ---- | ----------- | ----------- | ----------- | ----------- | ----------- | ----------- | ----------- | ----------- |
| 2022 | Pekin       | 28.         | 36.         | 40.         | –           | 13.         | –           | nd.         |

### Mistrzostwa świata
| Rok  | Miejscowość | Konkurencje | Konkurencje | Konkurencje | Konkurencje | Konkurencje | Konkurencje | Konkurencje |
| Rok  | Miejscowość | IN          | SP          | PU          | MS          | RL          | MR          | SR          |
| ---- | ----------- | ----------- | ----------- | ----------- | ----------- | ----------- | ----------- | ----------- |
| 2019 | Östersund   | 68.         | 58.         | 53.         | –           | 19.         | –           | –           |
| 2020 | Anterselva  | 46.         | 68.         | –           | –           | 8.          | –           | –           |
| 2021 | Pokljuka    | 22.         | 12.         | 25.         | 29.         | 15.         | 12.         | –           |
| 2024 | Nové Město  | 50.         | 38.         | 37.         | –           | 5.          | –           | –           |
| 2025 | Lenzerheide | 25.         | –           | –           | –           | –           | –           | –           |

### Mistrzostwa Europy
| Rok  | Miejscowość | Konkurencje | Konkurencje | Konkurencje | Konkurencje | Konkurencje | Konkurencje | Konkurencje |
| Rok  | Miejscowość | IN          | SP          | PU          | MS          | RL          | MR          | SR          |
| ---- | ----------- | ----------- | ----------- | ----------- | ----------- | ----------- | ----------- | ----------- |
| 2018 | Ridnaun     | 74.         | 84.         | nd.         | nd.         | nd.         | nd.         | nd.         |

### Puchar Świata

#### Miejsca w klasyfikacji generalnej
| Sezon     | Miejsce           |
| --------- | ----------------- |
| 2018/2019 | 100.              |
| 2019/2020 | niesklasyfikowany |
| 2020/2021 | 47.               |
| 2021/2022 | 49.               |
| 2022/2023 | 67.               |
| 2023/2024 | 78.               |
| 2024/2025 | 59.               |